# Danseur-Visage
 (août 2024).
Si vous disposez d'ouvrages ou d'articles de référence ou si vous connaissez des sites web de qualité traitant du thème abordé ici, merci de compléter l'article en donnant les références utiles à sa vérifiabilité et en les liant à la section « Notes et références ».
Dans le monde imaginaire de Dune, créé par Frank Herbert, les Danseurs-Visages sont des êtres polymorphes utilisés surtout en tant qu’assassins (le plus célèbre est Scytale). Ils sont des créations des Tleilaxu, peuple spécialisé dans la génétique et les manipulations diverses.
Un Danseur-Visage est une sorte de caméléon humain pouvant à son gré transformer son apparence et sa voix. Ils sont hermaphrodites et stériles.
Le Bene Tleilax cherche en permanence à améliorer les Danseurs-Visages par la génétique afin de les rendre plus difficiles à déceler, notamment par les Révérendes Mères. Ils souhaitent également leur permettre d’absorber les souvenirs de leur cible par contact, ou d’en faire des remplaçants parfaits, comme le Danseur-Visage qui remplaça le Grand Prêtre d’Arrakeen : des êtres qui en prenant l’apparence de l'être, absorberaient aussi ses souvenirs, sa personnalité, ses pensées, qui deviendraient l’être remplacé. Ceci causera d'ailleurs des problèmes au Tleilax, le Danseur-Visage ne sachant plus qu’il est Danseur-Visage.
Dans Les Chasseurs de Dune, écrit par Brian Herbert et Kevin J. Anderson, faisant suite à La Maison des Mères de Frank Herbert, des Danseurs-Visages améliorés et revenus de la Grande Dispersion font leur apparition. Issus des Danseurs-Visages du Tleilaxu Hidar Fen Ajica, l’Ennemi semble les avoir sous son contrôle, mais peut-être ont-ils leurs propres plans.

## Citations
« Ses connexions nerveuses et musculaires ne ressemblaient en rien à celles des autres et il avait en plus la sympathico, un pouvoir mimétique qui lui permettait d’assumer l’apparence d’un autre être en même temps que sa psyché. » page 12, Frank Herbert (trad. Michel Demuth), Le Messie de Dune [« Dune Messiah »], France, Robert Laffont, coll. « Science-fiction / Rédemption », 1972, 315 p., poche [détail de l’édition] (ISBN 978-2-266-00865-5)
« Nous sommes dit Scytale, des hermaphrodites Jadacha. Nous changeons de sexe à volonté. Pour l’instant, je suis un homme. » page 45, Frank Herbert (trad. Michel Demuth), Le Messie de Dune [« Dune Messiah »], France, Robert Laffont, coll. « Science-fiction / Rédemption », 1972, 315 p., poche [détail de l’édition] (ISBN 978-2-266-00865-5)